# Schweizer Fussballmeisterschaft 1908/1909
Dvanáctý ročník Schweizer Fussballmeisterschaft 1908/1909 (česky: Švýcarské fotbalové mistrovství) se konal za účastí 15 klubů.
Patnáct klubů bylo rozděleno do dvou skupin (východ a západ), poté se vítězové skupin utkali proti sobě. Sezonu vyhrál podruhé ve své historii BSC Young Boys, který porazil ve finále obhájce minulého ročníku FC Winterthur 1:0.